# Gangcheng
Gangcheng är ett stadsdistrikt i Laiwu i Shandong-provinsen i norra Kina.